# Siona panfasciata
Siona panfasciata är en fjärilsart som beskrevs av Hoegh-guldberg 1958. Siona panfasciata ingår i släktet Siona och familjen mätare. Inga underarter finns listade i Catalogue of Life.